# Atheta boleticola
Atheta boleticola är en skalbaggsart som beskrevs av J.Sahlberg 1876. Atheta boleticola ingår i släktet Atheta, och familjen kortvingar. Arten är reproducerande i Sverige.